# Святі покровителі місць
Святі покровителі місць — християнські покровителі націй, держав, регіонів, міст, селищ та інших місць на планеті Земля.

## Наднаціональні патрони

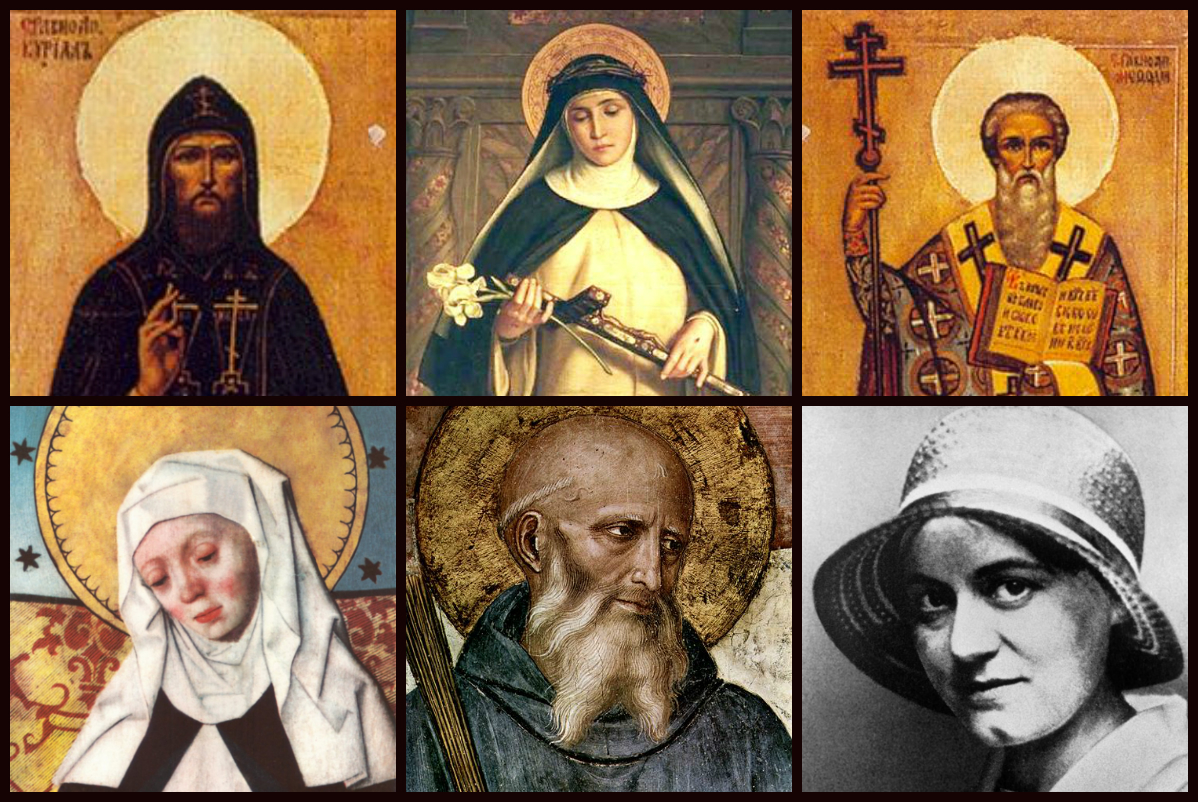
святі покровителі Європи

- Бенедикт Нурсійський — головний покровитель Європи
- Бригіда Шведська — Європа
- Катерина Сієнська — Європа
- Кирило і Мефодій — Європа, Боснія і Герцеговина, Болгарія, Хорватія, Чехія, Північна Македонія Чорногорія, Сербії, Словенія, Словаччина
- Едіт Штайн — Європа
- Ядвіґа Польська — Єдина Європа
- Йосип — Америка, Новий світ
- Мати Божа Гваделупська — Північна та Південна Америка
- Педро де Сан Хосе Бетанкур і Оскар Арнульфо Ромеро — Центральна Америка

## Національні патрони
- Адальберт Магдебурзький — Німеччина
- Адальберт Празький — Чехія, Польща, Угорщина
- Агата Сицилійська — Мальта
- Альтаграсія — Домініканська Республіка
- Андрій Первозваний — Греція; Румунія, Росія, Шотландія, Україна
- Двадцять шість японських мучеників — Японія
- Свята Варвара — Сирія, Ліван
- Святий Варнава — Кіпру
- Варфоломій (апостол) — Вірменія
- Василій Великий — Росія
- Богоматерь Ліванська — Ліван
- Бернард Клервоський — Гібралтар
- Боніфатій Майнцький — Німеччина
- Франциско Борджіа — Португалія
- Бригіта Ірланська — Ірландія
- Бригіда Шведська — Швеція
- Бруно Кельнський — Німеччина
- Жозе де Аншієта — Бразилія, Канарські острови
- Св. Казимир — Литва, Польща
- Катерина Сієнська — Італія
- Петро Клавер — Колумбія
- Педро де Сан Хосе Бетанкур — Гватемала, Канарські острови
- Климент Охридський — Північна Македонія
- Колман — Австрія
- Святий Колумба — Ірландія; Шотландія
- Северин Норицький — Австрія
- Кунигунда Люксембурзька — Литва Люксембург, Польща
- Кипріян Карфагенський — Алжир, Туніс Лівія
- Давид Валійський — Уельс
- Діонісій Паризький — Франція (зокрема Париж)
- Девота — Монако
- Святий Домінік — Домініканська Республіка
- Едуард Сповідник — Англія
- Франциск Ассізький — Італія
- Володимир Святославич — Україна, Росія
- Григорій Просвітитель — Вірменія
- Архангел Михаїл — Україна
- Юрій Змієборець — Англія, Болгарія, Грузія, Ефіопія, Литва, Португалія, Сербія, Україна, Чорногорія
- Йосафат Кунцевич — Україна
- Ядвіґа Анжуйська — «матір трьох народів» (Литва, Польща, Україна-Русь)
- Яків (син Зеведеїв) — Іспанія

## Святі покровителі регіонів
- Країна Басків — святий Ігнатій Лойола
- Андалусія — святий Йоан Авільський
- Канарські острови — Діва Марія Канделярійська, Святий Педро де Сан Хосе Бетанкур
- Острів Мен — святий Могольд
- Керала — святий Фома

## Патрони міст та селищ
- Архангел Михаїл — Київ
- Юрій Змієборець — Львів
- Миколай Чудотворець — Луцьк